# アバター:ファイヤー・アンド・アッシュ
『アバター：ファイヤー・アンド・アッシュ』（原題：Avatar: Fire and Ash）は、2025年公開予定のアメリカ合衆国のSFアクション映画。ジェームズ・キャメロン監督の『アバター』シリーズの第3作。

## キャスト
ナヴィ/オマティカヤ族（森の民）
- ジェイク・サリー：サム・ワーシントン
- ネイティリ：ゾーイ・サルダナ
- モアト：CCH・パウンダー
- トノワリ：クリフ・カーティス
- キリ：シガニー・ウィーバー

地球人（スカイ・ピープル）
- マイルズ・クオリッチ：スティーヴン・ラング
- パーカー・セルフリッジ：ジョヴァンニ・リビシ
- ノーム・スペルマン博士：ジョエル・デヴィッド・ムーア
- マックス・パテル博士：ディリープ・ラオ
- アルドモア将軍：イーディ・ファルコ
- イアン・ガービン博士：ジェマイン・クレメント
- ミック・スコアスビー船長：ブレンダン・コーウェル

ナヴィ/アッシュ族
- ヴァラン：ウーナ・チャップリン

ナヴィ/風の部族
- ペイラック：デヴィッド・シューリス

## 製作
2023年11月、監督のジェームズ・キャメロンは本作品のポストプロダクションに2年を費やすことを明らかにした。
2024年1月、ジェイク・サリー役のサム・ワーシントンはピープルとのインタビューにおいて、同年2月から撮影を再開することを明らかにした。

## 公開日
当初は2024年の公開が予定されていたが、配給会社のウォルト・ディズニー・カンパニー作品の公開スケジュールが2023年6月に見直され、2025年12月に変更となった。
日本でもアメリカと同日となる2025年12月19日に公開されることが2024年12月に発表された。